# Two of a Kind
Two of a Kind, conocido como "Tal para cual" en Latinoamérica y "Cosas de gemelas" en España, es una sitcom que se estrenó en ABC como parte de la red TGIF, protagonizada por Mary-Kate y Ashley Olsen en su primera serie de televisión desde que Full House terminase en 1995. La serie se emitió desde el 25 de septiembre de 1998 hasta el 9 de julio de 1999. Fue transmitida en Estados Unidos por la cadena ABC, en Latinoamérica por Warner Channel y en Ecuador por Teleamazonas.
La serie fue producida por Griffard/Adler Productions, Dualstar Productions, y Miller-Boyett-Warren Productions, en asociación con Warner Bros. Television. Fue la última serie producida por Miller-Boyett Productions en cualquiera de sus identidades.

## Premisa
Kevin Burke (Christopher Sieber) es un profesor de universidad y padre viudo que vive en Chicago, Illinois, quien cree que hay una razón científica para todo excepto para controlar a sus hijas de 12 años. Mary-Kate y Ashley Burke (Mary-Kate y Ashley Olsen) son hermanas fraternales, quienes son completamentes opuestas. Mary-Kate es una marimacho cuyos principales intereses son perfeccionar sus tiros y lanzamientos de bola y cuya peor asignatura en el colegio es matemáticas. Ashley es una niña femenina que saca todo sobresaliente y sueña con una carrera como modelo y bailarina.
Y luego está Carrie (Sally Wheeler), una mujer de 26 años en la clase de Kevin, que ha comenzado tarde la universidad por haber estado explorando el mundo. Carrie es peculiar, preciosa y habla sin pensar, así que cuando contesta al anuncio de Kevin solicitando una niñera a tiempo parcial para las niñas, él está convencido de que ella no es otra cosa que problemática y se decanta por la vecina de la puerta de al lado, la señora Baker para cuidar a Mary-Kate y Ashley. Las niñas piensan que ella es la niñera soñada, y s eponen de acuerdo en dejar sus diferencias a un lado para hacer que surja la chispa entre su padre y la bella mujer que parece volverle loco en todos los sentidos.

## Elenco

### Elenco principal
- Mary-Kate Olsen como Mary-Kate Burke - Una niña de 12 años a la que le encantan los deportes y los caballos, pero en el fondo también le gustan algunas cosas como a Ashley, como ser modelo. Tiene dos amigos, Max y Brian. También tiene un profesor en matemáticas llamado Taylor. Mary-Kate sufre de discalculia. Su color favorito es el rojo.
- Ashley Olsen como Ashley Burke - Una niña de 12 años a la que le encantan los chicos, la moda, bailar, el maquillaje, ser animadora y modelo. Ashley es una estudiante modelo. Es mejor en matemáticas que Mary-Kate. Ashley también tiene un flechazo con el profesor de matemáticas de Mary-Kate, Taylor Donovan. Es amiga de la popular Jennifer Dilber. Su color favorito es el verde.
- Christopher Sieber como Kevin Burke - El viudo padre de Mary-Kate y Ashley, un profesor y propietario. Ha tenido citas con muchas mujeres, pero nunca ha funcionado. Él enseña a Carrie, la niñera guay de las niñas. La mujer de Kevin murió cuando Mary-Kate y Ashley estaban en tercer grado. Kevin toca el saxofón.
- Sally Wheeler como Carrie Moore - La niñera de las gemelas y estudiante, amiga y empleada del profesor Burke. Tiene un genial sentido del humor y es un espíritu libro. Con el tiempo se muda al sótano de los Burke después de que Kevin hiciese que la desahuciasen de su apartamento.
- Ernie Grunwald como Paul - Compañero de clase de Carrie y estudiante de Kevin. También trabaja los sábados repartiendo pizzas. Tiene un flechazo con Carrie pero tiene miedo de admitirlo. En uno de los episodios, Paul ve a Carrie en la casa del profesor por la noche y Kevin se preocupa de Paul "tenga una idea equivocada". Paul es un genio de los ordenadores.
- Martin Spanjers como Brian -  Amigo de Mary-Kate y Ashley que tiene un flechazo con Ashley y con casi todas las chicas del colegio. Puede que esté intentando poner celosa a Ashley. Va al colegio con las gemelas donde normalmente se le ve intentando ligarse a Ashley o a Mary-Kate. Parece estar en el mismo grado que las gemelas.
- Orlando Brown como Max - El otro amigo de Mary-Kate y Ashley. También acude al colegio con las gemelas. Parece muy íntimo de Brian.

### Elenco recurrente
- Jesse Lee Soffer como Taylor Donovan - El profesor de matemáticas de Mary-Kate y el flechazo de Ashley.
- David Lascher como Matthew "Matt" Burke - El irresponsable hermano menor de Kevin y tío de las gemelas. Salió brevemente con Carrie.
- David Valcin como Edward "Eddie" Fairbanks - El mejor amigo de Kevin y fontanero. Intenta conseguir citas con mujeres, pero nunca tiene éxito.
- Anastasia Emmons como Jennifer Dilber - Ashley's friend. Jennifer is the most popular girl in 7th Grade. Ashley invites Jennifer to a sleepover that she has in the hopes of becoming popular and getting to sit with her at lunch.
- Kimberly J. Brown como Nicole - El otro amigo de Ashley. Mary-Kate se vuelve celosa cuando Ashley pasa más tiempo con Nicole que con ella. Después de "My Boyfriend's Back" Nicole no es mencionada de nuevo.
- Jean Speegle Howard como Sra. Baker - La vecina de la puerta de al lado de Kevin, Mary-Kate, , Ashley, y del Sr. Fillmore. La Sra. Baker es el flechazo del Sr. Fillmore. La Sra. Baker cuidaba a las niñas al principio hasta que conoce al Sr. Fillmore y Kevin no tiene otra opción que contratar a Carrie. La Sra. Baker es la niñera favorita de Kevin. Si Carrie no está disponible para cuidar a Mary-Kate y Ashley, la Sra. Baker la sustituye. La Sra. Baker disfruta tejiendo y viendo South Park. La Sra. Baker y el Sr. Fillmore empiezan a salir a partir de "Putting Two 'n Two Together".
- Rance Howard como el Sr. Fillmore - Un amable hombre que vive en la puerta de al lado de los Burke y de la Sra. Baker. El Sr. Fillmore se enamora y comienza a salir con la Sra. Baker en el episodio piloto "Putting Two 'n Two Together".

## Tema musical y secuencia de apertura
El tema musical que acompaña la secuencia de apertura fue compuesto por Jesse Frederick y Bennett Salvay, y fue el segundo tema compuesto por Frederick y Salvay que no incluye letras, viniendo después de The Family Man, también producido por Miller-Boyett.
La secuencia de apertura varió brevemente de semana a semana, presentando clips de Kevin, Carrie y las niñas jugando en el parque. Las escenas, que siempre variaban brevemente, incluían a las niñas patinando, en el columpio con Carrie, jugando al frisbee con Kevin, Carrie y Kevin jugando al béisbol, Carrie, Kevin y las niñas jugando con un balón muy grande en la playa. La secuencia de apertura sólo incluye el título de la serie y los nombres de los productores ejecutivos, al revés que en previas series de Miller-Boyett, en las cuales en la secuencia de apertura se presentaba al elenco y los nombres de los productores. Los nombres del elenco se muestran al principio, antes de los créditos de apertura. 

## Redifusión
Después de su cancelación, la serie ganó más audiencia con las redifusiones en ABC Family en los Estados Unidos. Se emitía en la cadena desde 1999 (unos meses después de su cancelación), cuando la cadena era Fox Family, y continuó después de la compra del canal por Disney hasta 2004. 
En el Reino Unido, las redifusiones de la serie también se emitieron en Nickelodeon UK y Disney Channel UK. La serie actualmente se emite en Pop Girl.

## Libros
Algunos episodios fueron escritos y lanzados como libros. Algunas otras novelas de "Two of a Kind" simplemente fueron hechas por los autores. A partir del 16 de diciembre de 2006, se han lanzado 40 libros. Algunos de los libros están en la subserie "Two of a Kind Diaries", los cuales están escritos desde la perspectiva de las niñas, como si fuese un diario. El primer libro fue "It's a Twin Thing". Inicialmente, los libros eran versiones simplificadas de los guiones de los episodios, donde se presentaban a los personajes principales. 
A pesar de la falta de éxito de la serie de televisión, los libros tuvieron más éxito entre niños y preadolescentes. 
- 1. It's a Twin Thing
- 2. How to Flunk Your First Date
- 3. The Sleepover Secret
- 4. One Twin Too Many
- 5. To Snoop or Not to Snoop?
- 6. My Sister the Super-model
- 7. Two's a Crowd
- 8. Let's Party!
- 9. Calling All Boys (Diarios subserie, #1)
- 10. Winner Take All (Diarios subserie, #2)
- 11. P.S. Wish You Were Here (Diarios subserie, #3)
- 12. The Cool Club
- 13. War of the Wardrobes
- 14. Bye -Bye Boyfriend
- 15. It's Snow Problem
- 16. Likes Me, Likes Me Not
- 17. Shore Thing (Diarios subserie, #4)
- 18. Two For The Road (Diarios subserie, #5)
- 19. Surprise, Surprise
- 20. Sealed With a Kiss
- 21. Now You See Him, Now You Don't
- 22. April Fools Rules
- 23. Island Girls (Diarios subserie, #6)
- 24. Surf, Sand & Secrets (Diarios subserie, #7)
- 25. Closer Than Ever
- 26. The Perfect Gift
- 27. The Facts About Flirting
- 28. The Dream Date Debate
- 29. Love Set Match (Diarios subserie, #8)
- 30. Making A Splash (Diarios subserie, #9)
- 31. Dare To Scare (Diarios subserie, #10)
- 32. Santa Girls (Diarios subserie, #11)
- 33. Heart to Heart (Diarios subserie, #12)
- 34. Prom Princess (Diarios subserie, #13)
- 35. Camp Rock 'n' Roll (Diarios subserie, #14)
- 36. Twist and Shout (Diarios subserie, #15)
- 37. Hocus-pocus (Diarios subserie, #16)
- 38. Holiday Magic (Diarios subserie, #17)
- 39. Candles, Cake, Celebrate! (Diarios subserie, #18)
- 40. Wish on a Star (Diarios subserie, #19)